# Культура Тель-Сотто — Умм-Дабагія
Культура Тель-Сотто — Умм-Дабагія — найдавніша група археологічних пам'яток керамічного неоліту в північній Месопотамії. 
Її назва походить від археологічних пам'яток Умм-Дабагія і Тель-Сотто в сучасному Іраку, які дають найповнішу картину цієї археологічної культури. 
Термін протохассунська культура часто використовується як синонім, оскільки культуру Тель-Сотто — Умм-Дабагія можна розглядати як пряму попередницю справжньої Хассунської культури.
Загальноприйнятої згоди щодо назви цієї епохи поки що не досягнуто.

## Опис
Принаймні після розкопок на Джезіре на початку 1970-х років, проведених Діаною Кіркбрайд (Умм-Дабагія) і Миколою О. Бадером (Тель-Сотто), стало доступно все більше знахідок, характерні риси яких розкривають єдину культурну групу, яка існувала за кілька століть до того, як носії Хассунської культури заселили північ Месопотамії.
Однак через відсутність надійних радіовуглецевих даних остаточне датування є складним і в основному покладається на порівняння.
Наприклад, рання фаза будівництва Тель 2 у Телул-ет-Талаті була ідентифікована з культурою Тель-Сотто — Умм-Дабагія та датована 5850 ± 80 рр до Р. Х.;

Існують також оцінки C14 для шару кургану Кашкашок II — 5930-5540 рр до Р. Х. і приблизні часові рамки для прото-хасунського посуду, що міститься в ньому. 
Зараз немає радіовуглецевих значень для Умм-Дабагія і Тель-Сотто.
Однак в останньому можна дуже добре спостерігати постійний розвиток кераміки — знахідки з шарів 1-6 показують сильні паралелі з Умм-Дабагією, тоді як кераміка з шарів 7-8 демонструє разючу подібність до архаїчного посуду Хассуна і, таким чином, перша фаза наступної культури в північній Месопотамії вже була задокументована.
Ці підказки дають принаймні приблизне датування 6000-5750 років до Р. Х..

## Зона розповсюдження та ключові місця

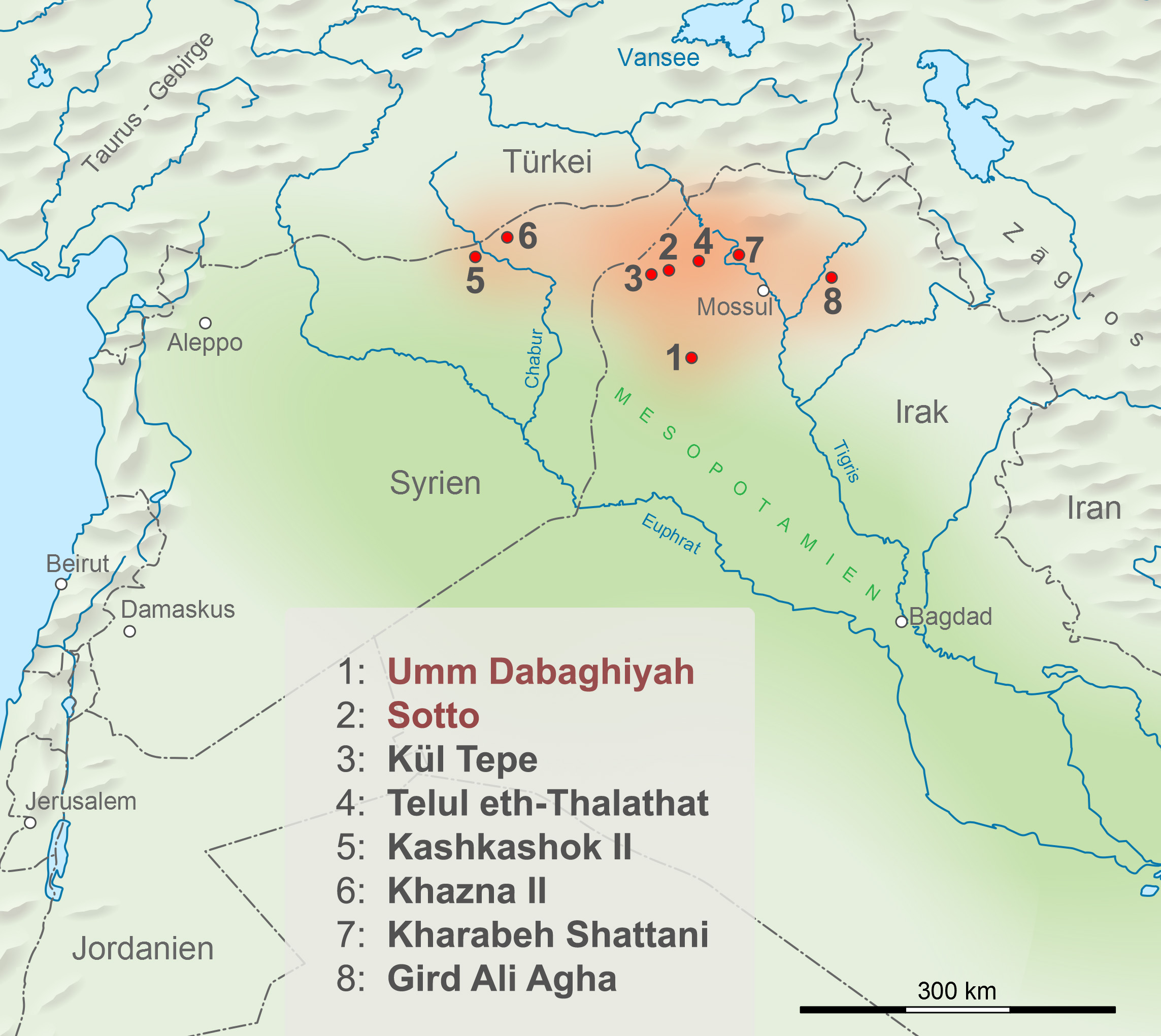
Ареал поширення культури Тель-Сотто — Умм-Дабагія

У той час як попередні культури в основному осідали в горбистих зонах, які оточують північну Месопотамію у формі півмісяця, поселення цієї культури все частіше виникали на родючих рівнинах Євфрату і Тигру.

Матеріальні залишки цієї культури поширені на плато Джазіра від підніжжя гір Загрос на сході до берегів Хабура на заході.
Проте серце культури було зосереджено у верхів'ях Тигру на південь від Джебель-Синджара в районі Мосула.
Умм-Дабагія, приблизно за 26 км на захід від Хатри, є найпівденнішим із цих місць і був своєрідним форпостом для полювання.
Тель-Сотто розташований за 2 км на захід від місця розкопок Ярим-Тепе на північному краю Верхньомесопотамської рівнини в безпосередній близькості від Кюль-Тепе на заході та Телул-ет-Талатхат, приблизно за 40 км, на сході.
На північному сході Сирії знаходяться об'єкти Кашкашок II і Хазна II біля Аль-Хасека на Хабурі.
Східна межа відзначена Гірд Алі Ага на Великому Забі.

## Характеристика
Окремі старіші археологічні пам'ятки, такі як Джармо або Магзалія, вже мали виробництво кераміки і тому вважаються класичними представниками керамічного неоліту до розквіту культури Тель-Сотто — Умм-Дабагія, але вони не досягли різноманітності.
Приблизно з 6 тис. до Р. Х. керамічні вироби не тільки почали ширше використовувалися в північній Месопотамії, але також було більше схожості між знахідками з окремих поселень і сформувало образ скоординованої мережі.

### Кераміка
Керамічні посудини цієї групи знахідок мають переважно просту конструкцію, мають товсту стінку рослинного походження та обпалені при низькій температурі.
Їх грубі форми створювалися вручну в техніці накладання, оскільки гончарного круга ще не винайшли. 
Крім цього грубозернистого посуду знайдено також кераміку з тоншого матеріалу, яка могла бути імпортною.

Попри те, що переважна більшість знайдених посудин не прикрашені, є також деякі зразки, розписані охрою, інші були відполіровані або прикрашені насічками.
Переважають прості мотиви, такі як крапки, кола, галочки, трикутники або візерунки у вигляді ялинки, які зазвичай прикріплюються під краями посудини.
У хассунській кераміці також зустрічаються миски з рифленим дном, які, ймовірно, використовували для чищення бобових. Особливої уваги заслуговують тонко модельовані, практичні декоративні елементи, які представляють, наприклад, людські очі та вуха, голови тварин, змій, антропоморфні фігури чи півмісяці. Приклади включають посудини круглої або овальної форми, прості горщики, миски, а також двоконічні ємності до 50 см заввишки.

### Кам'яний інвентар та дрібні знахідки
Виготовлення предметів побуту з каменю все ще було частиною загальної картини.
Інструменти для скребка, різання та свердління виготовляли з місцевого кременю, а обсидіан (в основному готовий) імпортувався з озера Ван або Гьолу-Даг в Анатолії. 
За винятком Умм-Дабагії, помітна перевага серповидних лез і звичайних трійників.
Були створені, наприклад, сокири, плоскі сокирки, мотики та гравери з мармуру та базальту;
на більшості городищ у невеликій кількості можна знайти наконечники.
Також були знайдені поліровані посудини з м’яких порід, таких як алебастр або мармурований вапняк, а також ретельно виготовлені вироби з твердих порід – точильні камені та головки палиць.
Гіпс використовувався для тинькування будинків, а також для моделювання, облицювання кошиків або виготовлення простих мисок.
До особливих знахідок відносяться жіночі статуетки з глини, деякі з яких були розписані або прикрашені різьбленням.
Також у великій кількості були знайдені снаряди для рогаток;
Схованка зброї з понад 2400 обпаленими глиняними кульками діаметром до 15 см була знайдена в Умм-Дабагії.
Про обробку текстилю та шкіри свідчать ткацьке грузило з гіпсу, глиняні веретена та шила та голки з кістки.
Намиста для браслетів і намист виготовляли з різних мінералів, а рідкісні знахідки міді свідчать про першу металургійну роботу в північній Месопотамії.

## Розрахунково-економічні засади

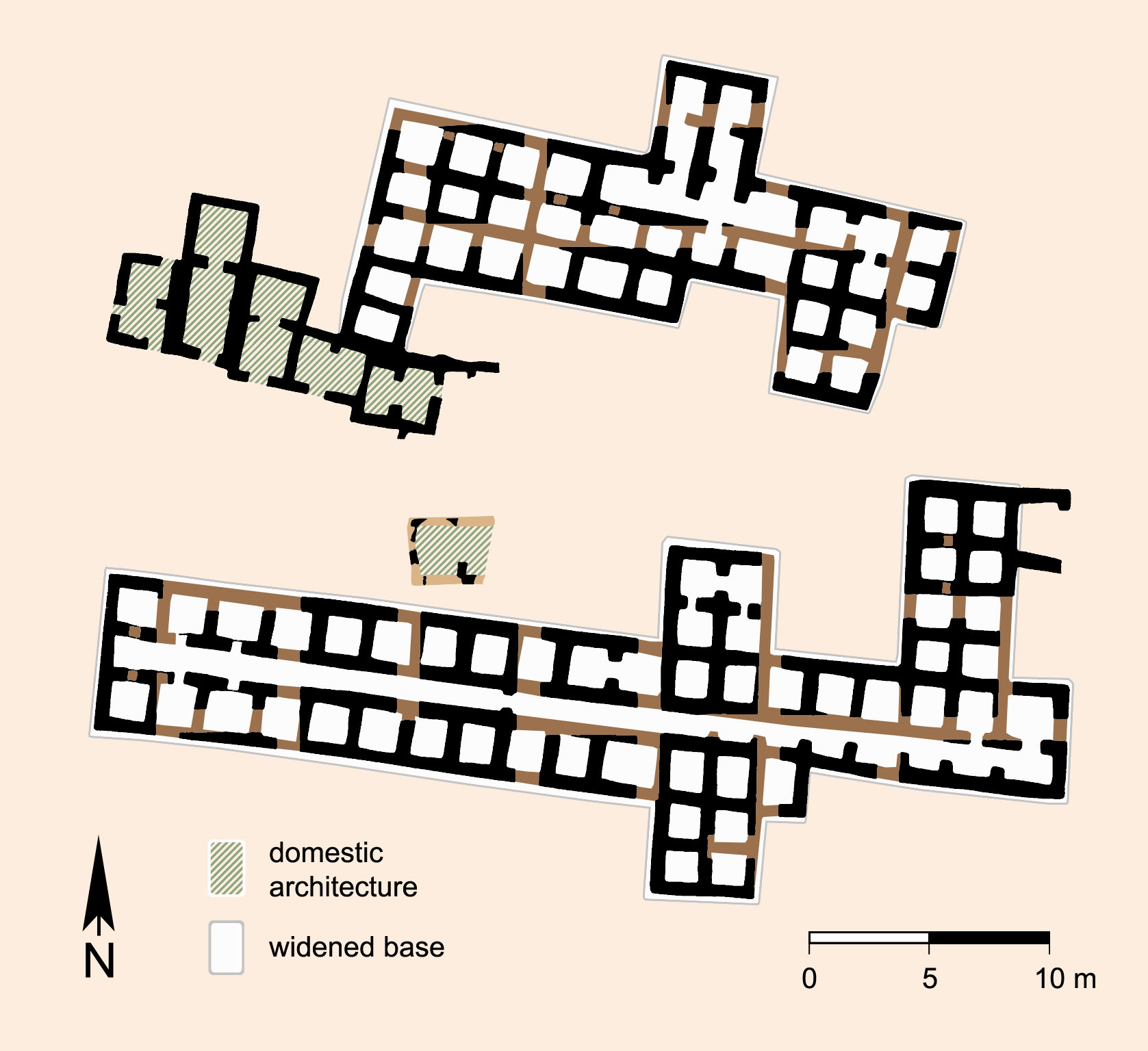
Поверховий план складських будівель в Умм-Дабагії (шари III-IV)

Поселення культури Тель-Сотто — Умм-Дабагія мали населення 20-30 осіб.
Невеликі, здебільшого прямокутні будівлі зазвичай будували методом хрещення, коли ще вологий глиняний матеріал вільно насипали для формування стін, або висушений на повітрі, сформований вручну саман та розчину для швів.

Стіни та коридори будинків зазвичай були сильно потиньковані, так само як і інтер’єр, що складався з лавок, ніш для зберігання, полиць і печей, які були з’єднані з піччю з зовнішньої сторони будинку – димовий отвір забезпечував витяжне повітря.

Як і в Чатал-Гьоюк, доступ до невеликих кімнат здійснювався переважно через дахи, які, ймовірно, використовувалися як робоча зона.

У той час як у Тель-Сотто кожен будинок складався з однієї кімнати площею 12–16 м², деякі будинки в Умм-Дабагії мали крихітні дверні отвори заввишки 50–74 см між кімнатами, крізь які можна було пролізти.

Існувала також функціональна архітектура, така як складські будівлі, ями для випалу кераміки або сильно потиньковані споруди, схожі на ванни, з дренажними каналами, які, ймовірно, використовувалися як басейни для дублення шкур.
Постачання продовольства відбувалося в основному шляхом богарного землеробства, за допомогою якого культивувалися полба, однозернянка, примітивний ячмінь (голозерний ячмінь), горох і сочевиця.
 
Винятком є поселення Умм-Дабагія , яке, очевидно, було призначене для масштабного полювання на диких тварин.

Газелей, онагрів, кабанів, зубрів , гієн, вовків, зайців і птахів вбивали спеціальними засобами полювання (сітки, пастки).

Серед одомашнених тварин передусім буди вівці та кози, а також велика рогата худоба, свині та собаки.

## Фрески та поховання
Мало відомо про повсякденне життя та нематеріальні особливості особистості носіїв цієї культури.
Доказом цього є, наприклад, малюнки, намальовані червоною вохрою на внутрішніх стінах будинків в Умм-Дабагії.
Ймовірно, вони зображують сцени погоні та полювання на диких ослів, за допомогою гачків і сіток.
Інші фрески показують хвилясті лінії, які можуть зображувати грифів у польоті; інший мотив, званий павуками та яйцями, також складається з хвилястих ліній і крапок. 

Дев'ять поховань, які були розкопані в Тель-Сотто, дають інформацію про те, як люди періоду прото-Хасуна мали справу зі смертю.
Усі вони розміщувалися або безпосередньо під підлогою будинку, або в безпосередній близькості від будинку; вісім із цих поховань були дітьми віком 1-3 роки.
Тіла зазвичай розрізали перед похованням, щоб їх можна було помістити в посудини або неглибокі ями.
Два з цих поховань містили могильний інвентар у вигляді ємностей з кістками тварин і прикрасами, включно з лазуритовими намистинами

і крученою мідною пластиною. 